# Jerónimo Fernández
Jerónimo Fernández (fl. XVI secolo) è stato un avvocato e scrittore spagnolo.

## Biografia
Fernandez fu l'avvocato della corte dell'imperatore Carlo V, e pubblicò, a Siviglia nel 1545, le prime due parti del libro cavalleresco Belianís de Grecia, che ebbe un notevole successo. 
Dato il grandioso interesse sul libro, Fernández  scrisse un altro capitolo, che non riuscì a terminare a causa della morte di Carlo V e di Fernández. Il capitolo fu terminato dal fratello Andrés Fernández, che lo pubblicò a Burgos nel 1579 in due parti (identificato come terza e quarta serie). Pedro Guiral de Verrio scrisse il quinto capitolo.

## Opere
- Hystoria del magnánimo, valiente e inuencible cauallero don Belianís de Grecia, Burgos, Martín Muñoz, 1547.

- Idem, introduzione, testo critico e note di Lilia E.F. de Orduna, Kassel, Reichenberger, 1997.